# Ocaso Épico
Os Ocaso Épico foram uma banda portuguesa de rock alternativo formada em 1981 por Farinha (nome artístico de Carlos Cordeiro), voz, guitarra, flauta, teclas), Alberto Garcia (bateria), Anabela Duarte (voz, performance e teclas), Ricardo Camacho (percussão) e Rui Magalhães (baixo)

## História
O primeiro tema que editam é Memórias, gravado em 19 de Outubro de 1984, que é incluído na compilação Ao Vivo No Rock Rendez-Vous em 1984 com o título Intro. O programa de rádio "Som da Frente", de António Sérgio, considera-os como a melhor banda ao vivo de 1984, em conjunto com os GNR. No ano seguinte, Anabela Duarte sai do grupo.
Gravam o primeiro álbum, Muito Obrigado, em 1988, a convite da editora Dansa do Som e do Rock Rendez-Vous. Este trabalho teve a participação de Pedro Barrento, Rui Mofreita, Zé Nabo, Alberto Garcia, Rui Fingers, Ricardo Camacho e José Carrapato.
Em 1989, editam o segundo trabalho, Desperdícios, com temas gravados em várias sessões. Este álbum teve a participação de Carlos Zíngaro.
Até 1993, o grupo esteve pouco activo regressando em Junho para um concerto na Caixa Económica Operária, sem o seu vocalista.
Em 2023 a editora ANTI-DEMOS-CRACIA anunciou o lançamento em 2024 de um novo álbum de inéditos, resultado de inúmeras gravações nos ensaios e em concertos.

## Discografia

### Álbuns
- Muito Obrigado (1988, Dansa do Som 88DSLP01)

Muito Obrigado é o único álbum da discografia do grupo, um disco onde a um ideário rock oitentista se acoplavam elementos arábicos e orientais, extensão da dedicação do engenheiro Farinha ao ioga e à filosofia yin-yang. O Rock Rendez-Vous não seria o mesmo sem os Ocaso Épico.

Lado 1: Tinto If / O Camelo / Cafécucerto / Da Beira Baixa À Extremadura
Lado 2: Adamastor / Desoriental / Cortar Ou Cortar-se
Músicos: Farinha Master / Pedro Barrento / Ricardo Machado / Rui Mofreita / Zé Nabo / Alberto Garcia / Rui Fingers / Ricardo Camacho / José Carrapato.
Inner Notes: Gravado (a prestações) no estúdio TCHA TCHA TCHA entre Março de 1987 e Abril de 1988. As fotos são de Rogério Vital e a execução gráfica foi de JAGARTE Artes Gráficas, de acordo com a ideia do autor. Agadecemos ao Zé Nabo a extraordinária boa vontade e a imensurável paciência demonstrada durante todas as sessões de gravação. Foi um prazer gravar este disco. DANSA DO SOM / JULHO DE 1988.
- Desperdícios (1989, Tragic Figures)

### Colectâneas
- Ao Vivo No Rock Rendez-Vous - Canção: Intro (1984)
- Insurrectos - Canção: Uma Bica e um Neubauten (1990)
- Feedback - Canções: Entre Barreiras / D. Suzete (1990)
- Corrosão Cerebral - Canção: M. Obx (1992)